# Nazionale maschile under 21 di calcio dei Paesi Bassi
La nazionale di calcio olandese Under-21 è la rappresentativa calcistica Under-21 dei Paesi Bassi ed è sotto il coordinamento della Federazione calcistica dei Paesi Bassi. Partecipa al campionato europeo di categoria, che si tiene ogni due anni.

## Storia
Creata nel 1976, all'inizio non ottenne risultati di rilievo, fallendo la qualificazione in nove delle quindici edizioni del campionato europeo. Non qualificatasi per l'edizione del 1978, in seguito raggiunse per due volte la semifinale e si qualificò ai quarti di finale in tre altre occasioni.
In un secondo momento l'UEFA decise di allargare la partecipazione a qualche calciatore di età superiore ai 21 anni, la nazionale è diventata una selezione Under-23. Il primo match giocato dopo il cambiamento fu una partita di "Under-23 Challenge", che i Paesi Bassi persero. Si qualificò poi agli ottavi di finale di ognuna delle tre edizioni seguenti del campionato europeo Under-23.
Nel campionato europeo Under-21 2006, allenata da Foppe de Haan, vinse il torneo battendo in finale l'Ucraina per 3-0. L'attaccante Klaas-Jan Huntelaar fu il capocannoniere della manifestazione con 4 gol. Il giovane calciatore batté il record di marcature con la nazionale olandese Under-21 stabilito in precedenza da Roy Makaay e Arnold Jan Bruggink, e consolidò il primato, portandolo a 18 gol complessivi.
I Paesi Bassi riuscirono a difendere il titolo continentale nel campionato europeo Under-21 2007, torneo che vinse dopo aver superato in finale la Serbia per 4-1. Il capocannoniere fu ancora una volta olandese: Maceo Rigters, con 4 gol. Royston Drenthe fu eletto Giocatore del Torneo.

## Partecipazioni ai tornei internazionali

### Europeo U-21
- 1978: Non partecipante
- 1980: Non qualificata
- 1982: Non qualificata
- 1984: Non qualificata
- 1986: Non qualificata
- 1988: Semifinale
- 1990: Non qualificata
- 1992: Quarti di finale
- 1994: Non qualificata
- 1996: Non qualificata
- 1998: Quarto posto
- 2000: Primo turno
- 2002: Non qualificata
- 2004: Non qualificata
- 2006: Campione
- 2007: Campione
- 2009: Non qualificata
- 2011: Non qualificata
- 2013: Semifinale
- 2015: Non qualificata
- 2017: Non qualificata
- 2019: Non qualificata
- 2021: Semifinale
- 2023: Primo turno
- 2025: Semifinale

## Palmarès
- Campionati europei: 2

 2006, 2007

## Rose

### Europei
Campionato d’Europa Under-21 UEFA 19981 Postma, 2 Dirkx, 3 Klompe, 4 Melchiot, 5 Paauwe, 6 Boateng, 7 de Jong, 8 Fuchs, 9 Musampa, 10 Oude Kamphuis, 11 Bruggink, 12 Ricksen, 13 van der Hoeven, 14 Reuser, 15 Makaay, 16 van Fessem, 17 Willems, 18 Wooter, 19 van Nistelrooij, 20 van Bommel, CT: Dorjee
Campionato d’Europa Under-21 UEFA 20001 Zegers, 2 van Bommel, 3 Bosschaart, 4 Bouma, 5 Cairo, 6 Cornelisse, 7 Broerse, 8 de Jong, 9 Knopper, 10 Kuijt, 11 van der Leegte, 12 Lurling, 13 Musampa, 14 Nieuwenburg, 15 Oude Kamphuis, 16 Paauwe, 17 Rudge, 18 Sikora, 19 Vennegoor of Hesselink, 20 Wisgerhof, CT: Berger
Campionato d’Europa Under-21 UEFA 20061 Vermeer, 2 Verhaegh, 3 Luirink, 4 Zomer, 5 Emanuelson, 6 Schaars, 7 Castelen, 8 Hofs, 9 Huntelaar, 10 Aissati, 11 de Ridder, 12 Medunjanin, 13 Gerritsen, 14 John, 15 Benson, 16 Tiendalli, 17 Vlaar, 18 Kruiswijk, 19 Braafheid, 20 de Zeeuw, 21 Vorm, 22 Pasveer, CT: de Haan
Campionato d’Europa Under-21 UEFA 20071 Waterman, 2 Zuiverloon, 3 Vlaar, 4 Kruiswijk, 5 Pieters, 6 Maduro, 7 Jenner, 8 Drenthe, 9 Babel, 10 Aissati, 11 de Ridder, 12 Bruins, 13 Rigters, 14 Beerens, 15 Schilder, 16 Vermeer, 17 Medunjanin, 18 Donk, 19 Jong-a-Pin, 20 Janssen, 21 van der Struijk, 22 Bakkal, 23 Krul, CT: de Haan
Campionato d’Europa Under-21 UEFA 20131 Zoet, 2 van Rhijn, 3 de Vrij, 4 Martins Indi, 5 Blind, 6 Clasie, 7 Jozefzoon, 8 Strootman, 9 de Jong, 10 Maher, 11 John, 12 Leerdam, 13 van der Hoorn, 14 Nuytinck, 15 Wijnaldum, 16 Bizot, 17 Fer, 18 van Ginkel, 19 Vilhena, 20 van Aanholt, 21 Hoesen, 22 Depay, 23 Marsman, CT: Pot
Campionato d’Europa Under-21 UEFA 20211 Scherpen/Bijlow, 2 Zeefuik/Teze, 3 Schuurs, 4 Botman, 5 Bakker, 6 Kadıoğlu, 7 Kluivert, 8 Koopmeiners/Harroui, 9 Boadu, 10 de Wit, 11 Lang/Stengs, 12 Teze/Knoester, 13 Doekhi, 14 Gakpo/Rensch, 15 Malacia, 16 Bijlow/Scherpen, 17 Ekkelenkamp, 18 Geertruida/Matusiwa, 19 Brobbey, 20 Harroui/Sierhuis, 21 Dilrosun, 22 Reis, 23 Paes, CT: van de Looi
Campionato d'Europa Under-21 UEFA 20231 Verbruggen, 2 Rensch, 3 van Hecke, 4 van de Ven, 5 Hartman, 6 Timber, 7 Summerville, 8 Gravenberch, 9 Brobbey, 10 Taylor, 11 Ekkelenkamp, 12 van Ewijk, 13 Sambo, 14 Reis, 15 Maatsen, 16 Scherpen, 17 Manhoef, 18 Burger, 19 Dallinga, 20 Zirkzee, 21 Mijnans, 22 Tavşan, 23 Schendelaar, CT: van de Looi
Campionato d'Europa Under-21 UEFA 20251 Owusu-Oduro, 2 Rensch, 3 Flamingo, 4 Hato, 5 Maatsen, 6 Regeer, 7 Manhoef, 8 Salah-Eddine, 9 Ohio, 10 Taylor, 11 van Bommel, 12 Kasanwirjo, 13 van den Berg, 14 Goes, 15 Meijer, 16 Roefs, 17 Poku, 18 Banzuzi, 19 van Bergen, 20 Milambo, 21 van Brederode, 22 Valente, 23 Raatsie, CT: Reiziger

## Rosa attuale
Lista dei 23 giocatori convocati per il Campionato europeo di calcio Under-21 del 2025 in Slovacchia.
Presenze e reti aggiornate al 5 giugno 2025.
| 1  | P | Dani van den Heuvel | 28 maggio 2003 (22 anni)   | 2  | 0 | Club Bruges        |  |  |
| 16 | P | Robin Roefs         | 17 gennaio 2003 (22 anni)  | 4  | 0 | N.E.C.             |  |  |
| 23 | P | Calvin Raatsie      | 9 febbraio 2002 (23 anni)  | 7  | 0 | Excelsior          |  |  |
|    |   |                     |                            |    |   |                    |  |  |
| 2  | D | Devyne Rensch       | 18 gennaio 2003 (22 anni)  | 17 | 2 | Roma               |  |  |
| 3  | D | Ryan Flamingo       | 31 dicembre 2002 (22 anni) | 10 | 0 | PSV                |  |  |
| 4  | D | Jorrel Hato         | 7 marzo 2006 (19 anni)     | 6  | 0 | Ajax               |  |  |
| 5  | D | Ian Maatsen         | 10 marzo 2002 (23 anni)    | 19 | 1 | Aston Villa        |  |  |
| 8  | D | Anass Salah-Eddine  | 18 gennaio 2002 (23 anni)  | 11 | 0 | Roma               |  |  |
| 12 | D | Neraysho Kasanwirjo | 18 febbraio 2002 (23 anni) | 11 | 0 | Rangers            |  |  |
| 13 | D | Rav van den Berg    | 7 luglio 2004 (20 anni)    | 3  | 1 | Middlesbrough      |  |  |
| 14 | D | Wouter Goes         | 10 giugno 2004 (21 anni)   | 4  | 0 | AZ Alkmaar         |  |  |
| 15 | D | Bjorn Meijer        | 18 marzo 2003 (22 anni)    | 7  | 2 | Club Bruges        |  |  |
|    |   |                     |                            |    |   |                    |  |  |
| 6  | C | Youri Regeer        | 18 agosto 2003 (21 anni)   | 11 | 2 | Ajax               |  |  |
| 10 | C | Kenneth Taylor      | 16 maggio 2002 (23 anni)   | 22 | 3 | Ajax               |  |  |
| 18 | C | Ezechiel Banzuzi    | 16 febbraio 2005 (20 anni) | 5  | 1 | OH Lovanio         |  |  |
| 20 | C | Antoni Milambo      | 3 aprile 2005 (20 anni)    | 2  | 0 | Feyenoord          |  |  |
| 22 | C | Luciano Valente     | 4 ottobre 2003 (21 anni)   | 2  | 1 | Groningen          |  |  |
|    |   |                     |                            |    |   |                    |  |  |
| 7  | A | Million Manhoef     | 3 gennaio 2002 (23 anni)   | 19 | 6 | Stoke City         |  |  |
| 9  | A | Noah Ohio           | 16 gennaio 2003 (22 anni)  | 16 | 8 | Utrecht            |  |  |
| 11 | A | Ruben van Bommel    | 3 agosto 2004 (20 anni)    | 11 | 4 | AZ Alkmaar         |  |  |
| 17 | A | Ernest Poku         | 28 gennaio 2004 (21 anni)  | 8  | 0 | AZ Alkmaar         |  |  |
| 19 | A | Thom van Bergen     | 6 gennaio 2004 (21 anni)   | 4  | 2 | Groningen          |  |  |
| 21 | A | Myron van Brederode | 6 luglio 2003 (21 anni)    | 13 | 1 | Fortuna Düsseldorf |  |  |